# Цукамото, Синъя
Синъя Цукамото (яп. 塚本 晋也 Цукамото Синъя, род.  1 января 1960) — японский кинорежиссёр, актёр, сценарист, кинопродюсер, оператор и арт-директор. Известен по фильмам «Тэцуо — железный человек», «Токийский кулак» (1995), «Балет пуль», «Витал», а также по ролям в фильмах «Ичи-киллер» Такаси Миике, поставленном по одноименной манге, и «Молчание» Мартина Скорсезе. Его режиссерские работы часто имеют дело с дегуманизирующим качеством жизни в большом городе, хрупкостью человеческого тела, трудностями в отношениях и темами отчуждения. Эти идеи представлены абстрактно, кошмарно и глубоко метафорично.
Родился 1 января 1960 года в токийском районе Сибуя (Япония). Член жюри Венецианского кинофестиваля в 1997 и 2019 годах.